# Gaspard de La Nuit
Gaspard de La Nuit é uma suíte para piano composta por Maurice Ravel em 1908. Foi inspirada em uma série de poemas em prosa fantásticos do escritor Aloysius Bertrand. No poema, o autor relata uma série de surpreendentes visões e aventuras protagonizadas por um personagem cujo nome significa "Gaspar da Noite"(em francês, Gaspard de La Nuit). Trabalhando sob o encanto do texto evocativo de Bertrand, Ravel baseou seu Gaspard em três desses contos. O título do primeiro movimento, Ondine, refere-se a um legendário espírito feminino das águas que tenta seduzir um jovem e arrastá-lo para sua morada no fundo de um lago. O segundo movimento, intitulado Le Gibet (em português, "O patíbulo"), transmite uma atmosfera apropriadamente densa. O terceiro movimento, Scarbo, é o nome de um gnomo que corre quase à velocidade da luz e assume a forma que desejar. Ravel declarou que almejava alcançar com este "Scarbo" uma obra ainda mais difícil de ser executada do que "Islamey", do compositor russo Mily Balakirev. Não há dúvidas de que Scarbo é uma das peças mais difíceis do repertório pianístico.